# Steuerberg
Steuerberg es una localidad del distrito de Feldkirchen, en el estado de Carintia, Austria, con una población estimada a principio del año 2018 de 1662 habitantes. 
Se encuentra ubicada en el centro del estado, cerca de la frontera con los estados de Salzburgo y Estiria.